# Продовження (програмування)
Продо́вження (іноді відкладені обчислення, англ. continuation) представляє стан програми в певний момент, який може бути збережений і використаний для переходу в цей стан. Продовження містять всю інформацію, щоб продовжити виконання програми з певної точки. Продовження схожі на goto, оскільки також дозволяють перейти будь-яке місце програми. Але продовження, на відміну від goto, дозволяють перейти лише в ділянку програми з певним станом, який має бути збережений заздалегідь, в той час, як goto дозволяє перейти у ділянку програми з неініціалізованими змінними.

## Підтримка мовами програмування
Багато мов програмування надають цю можливість під різними назвами, наприклад: 
- Scheme: call/cc (стислий запис для call-with-current-continuation)
- Standard ML: SMLofNJ.Cont.callcc
- C: setcontext et al. (UNIX System V і GNU libc)
- Ruby: callcc
- Smalltalk: Continuation currentDo:, в більшості сучасних середовищ для Smalltalk продовження можуть бути реалізовані без підтримки віртуальної машини.
- Rhino : Continuation
- Haskell : callCC (в модулі Control.Monad.Cont)
- Factor[en] : callcc0 і callcc1